# Райкрофт, Мэтью
Мэтью Джон Райкрофт (англ. Matthew Rycroft; род. 16 июня 1968) — постоянный представитель Великобритании при ООН, командор Ордена Британской империи (CBE). Вступил в должность в апреле 2015 года, сменив на ней Марка  Гранта.

## Биография
Изучал математику и философию в Мёртон колледже, Оксфорд.
Работу в Форин-офис начал в 1989 году, достигнув в итоге поста главного операционного директора (COO). В качестве представителя Великобритании за границей был послом в Боснии и Герцеговине (2005—2008).

## Семья
Жена Элисон, 3 дочери.